# Geitøysund-Brücke

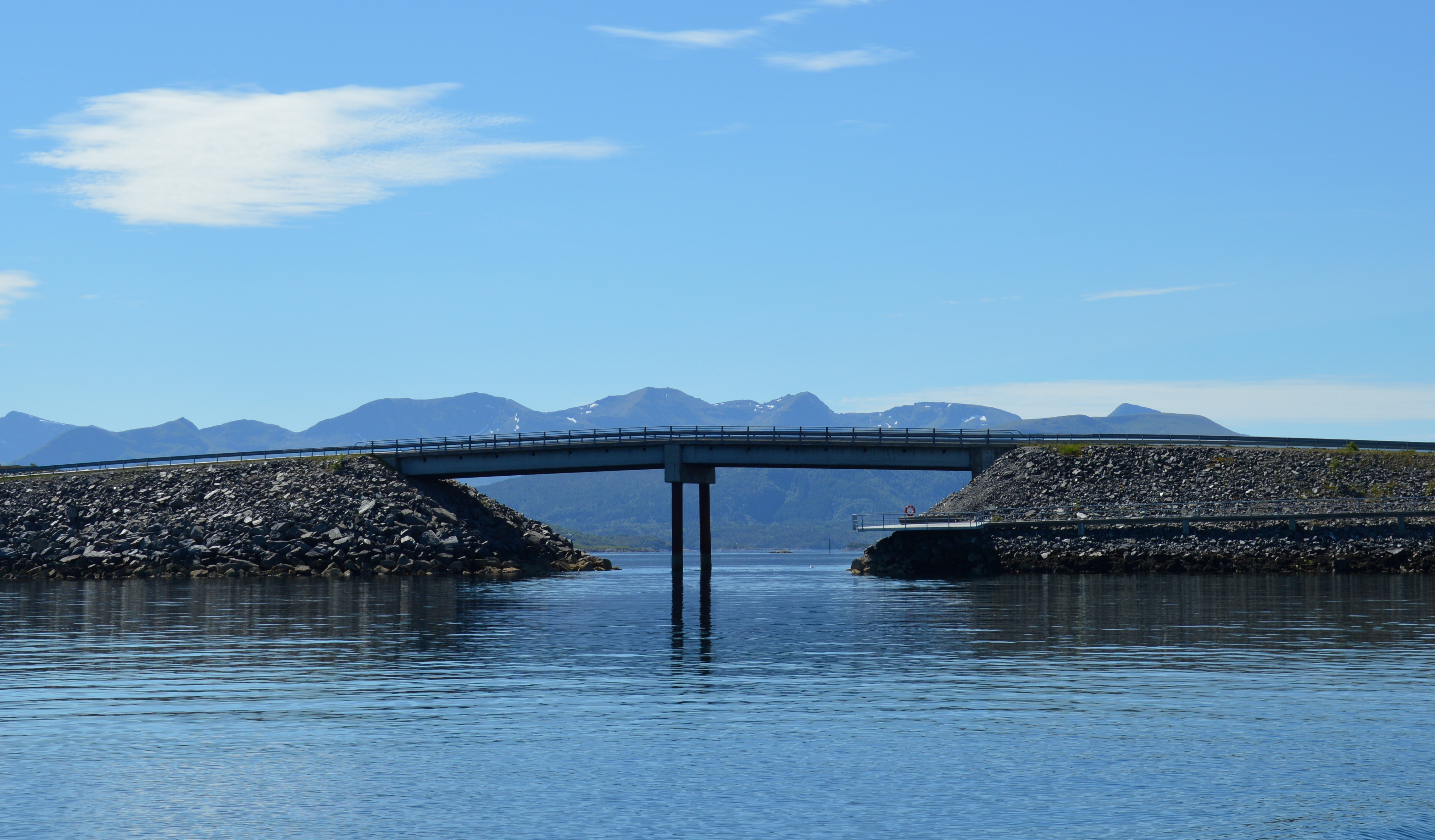
Geitøysund-Brücke, Blick von Norden

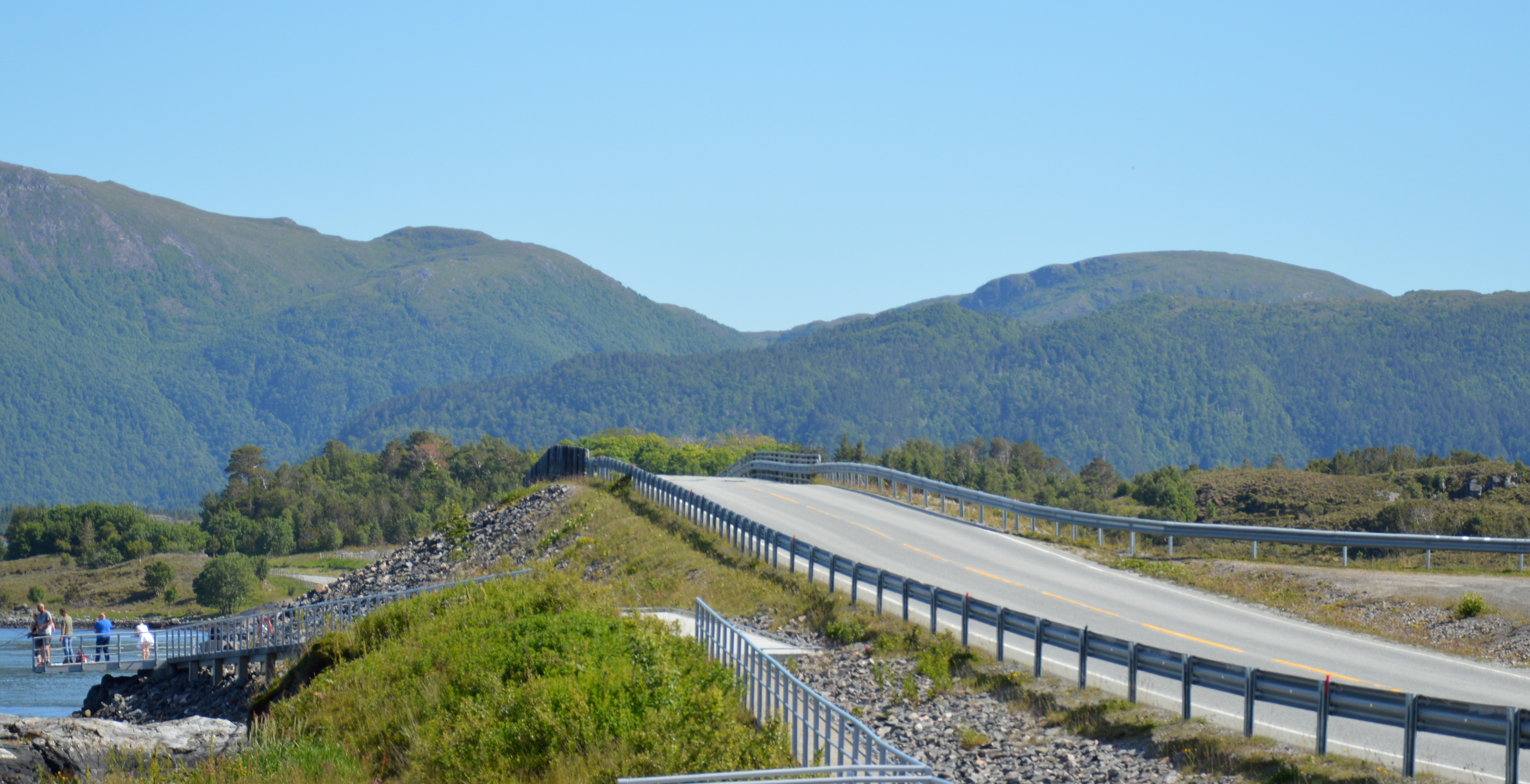
Blick von Westen über die Brücke

Die Geitøysund-Brücke (norwegisch: Geitøybrua) ist eine Brücke in der norwegischen Gemeinde Averøy in der Provinz Møre og Romsdal. 
Sie ist Teil der acht Brücken umfassenden, zu den Norwegischen Landschaftsrouten gehörenden Atlantikstraße im Lauvøyfjord und verbindet die Insel Storlauvøya mit der westlich hiervon gelegenen Insel Geitøya. Über die Brücke wird die norwegische Reichsstraße 64 geführt.
Mit einer Länge von 52 Metern bei einer Höhe von 6 Metern gehört sie zu den kleineren Brücken der in den 1980er Jahren gebauten Atlantikstraße. Andere Angaben nennen eine Länge von nur 45 Metern. Auf der Westseite unterhalb der Brücke befindet sich nach Norden ausgerichtet ein kleiner Aussichtspunkt.